# Stefani Special
Stefani Special (Dallas, Texas; 11 de diciembre de 1991) es una actriz pornográfica transexual estadounidense.

## Biografía
Natural de Dallas (Texas), nació con el síndrome de Klinefelter. Era muy joven, con 5 años, cuando descubrió que aunque su cuerpo era de hombre se sentía mujer. En la adolescencia, ante la presión y el miedo al rechazo, ocultó su transexualidad, llevándola a una situación personal delicada en la que cayó en el mundo de las drogas y el alcohol.
Antes de entrar en la industria, Stefani tuvo diversos trabajos menores en el mundo de las ventas, la construcción, atención al cliente y reponedora en una tienda. Comenzó una carrera como modelo de cámara web y tras contactar con Grooby Productions, comenzó su internada en la industria pornográfica, debutando como actriz en diciembre de 2012, a los 22 años.
Como actriz, ha rodado otras productoras como Evil Angel, CX WOW, Trans500, Pulse Distribution, Exquisite, Pure TS, Third World Media, Rodnievision, Severe Sex, Mile High, Kink.com, Le Wood Productions o Transsensual, entre otras.
Declarada pansexual, dentro de la industria se ha destacado por sus escenas de temática BDSM. También se ha posicionado en la defensa del colectivo transexual dentro de la industria pornográfica, defendiéndolo junto a otras actrices como Aubrey Kate, Foxxy y Natalie Mars.
Durante 3 años consecutivos (2016, 2017 y 2018) obtuvo la nominación en los Premios AVN en la categoría de Mejor escena de sexo transexual por los respectivos trabajos de She Male Strokers 73, She-male Perverts 3 y Monstercock Trans Takeover 19.
También en los Premios AVN, durante 2017 y 2018 estuvo presente en la nominación a Artista transexual del año.
Ha rodado más de 90 películas como actriz.
Algunas películas suyas son All Natural Trannies, Hot For Transsexuals 2, My TS Heartthrob, Next She-Male Idol 7, TGirl Teasers 4, Trans6uals, TS Bad Girls 2, TS Beauties 2, TS Femdom o TS Girls Love Them Big.

## Premios y nominaciones
| Año  | Ceremonia                  | Resultado | Premio                                  | Trabajo                                 |
| ---- | -------------------------- | --------- | --------------------------------------- | --------------------------------------- |
| 2013 | Tranny Awards              | Nominada  | Best New Face                           | —                                       |
| 2015 | Transgender Erotica Awards | Nominada  | Best Solo Performer                     | —                                       |
| 2016 | Premios AVN                | Nominada  | Mejor escena de sexo transexual         | She Male Strokers 73                    |
| 2016 | Premios AVN                | Nominada  | Premio fan: Artista transexual favorita | —                                       |
| 2017 | Premios AVN                | Nominada  | Artista transexual del año              | —                                       |
| 2017 | Premios AVN                | Nominada  | Mejor escena de sexo transexual         | She-male Perverts 3                     |
| 2017 | Transgender Erotica Awards | Nominada  | Best Hardcore Perfomer                  | —                                       |
| 2017 | Transgender Erotica Awards | Nominada  | Ms. Unique                              | —                                       |
| 2018 | Premios AVN                | Nominada  | Artista transexual del año              | —                                       |
| 2018 | Premios AVN                | Nominada  | Mejor escena de sexo transexual         | Monstercock Trans Takeover 19           |
| 2019 | Premios AVN                | Nominada  | Mejor escena de sexo transexual         | TS Pussy Hunters 11: Treacherous TGirls |
| 2019 | Premios AVN                | Nominada  | Premio fan: Mejor artista transexual    | —                                       |